# Ole Olsen (plochodrážní jezdec)
Ole Olsen (* 16. listopadu 1946 Haderslev) je bývalý dánský plochodrážní jezdec. Jeho závodní kariéra trvala od roku 1966 do roku 1983.

## Kariéra
Je trojnásobným mistrem světa (1971, 1975, 1978), mistrem světa dvojic s Hansem Nielsenem (1979) a trojnásobným mistrem světa družstev s týmem Dánska (1978, 1981, 1983). Vyhrál Britskou ligu s týmem Coventry Bees v letech 1978 a 1979, Interkontinentální finále 1978, sedmkrát zvítězil na Zlaté přilbě v Pardubicích (1970, 1971, 1972, 1975, 1977, 1979, 1980) a dvanáctkrát byl individuálním mistrem Dánska.
Byl známý svým agresivním stylem jízdy: „Jezdím vždy naplno. Mnozí mi to vytýkají, ale systémem postupu či klíčem k vítězství je vždy jen maximální výkon, plné soustředění a navíc i kus odvahy. Kdo se bojí osobních soubojů, dotyků kol nebo pádů, nemá na plochodrážním stroji a stadiónu co dělat“.
Inicioval vybudování plochodrážního stadionu v dánském městě Vojens v roce 1975, v letech 1995 až 2009 byl ředitelem seriálu Grand prix na ploché dráze. Byl jmenován do Síně slávy dánského sportu.